# Enaminok

Az enaminok általános szerkezete

Az enaminok telítetlen szerves vegyületek, melyek aldehidek vagy ketonok és szekunder aminok vízkilépéssel járó (azaz kondenzációs) reakciójában keletkeznek:
Az „enamin” szó az en- – az alkénekben levő kettős kötésre utaló „én” végződés – és az amin szavak összetételéből származik. Hasonló név az enol, amely alként (en-) és alkoholt (-ol) tartalmazó funkciós csoport.
Ha a nitrogénatom egyik szubsztituense hidrogén, akkor a vegyület egy imin tautomer formája. Ez általában iminné rendeződik át; ez alól azonban számos kivétel ismert (például az anilin).
Az enamin-imin tautoméria a keto-enol tautomériával analógnak tekinthető. Mindkét esetben egy hidrogénatom cserél helyet egy heteroatom (oxigén vagy nitrogén) és a második szénatom között.
Az enaminok jó nukleofilek és jó bázisok is.

## Fordítás
Ez a szócikk részben vagy egészben az Enamine című angol Wikipédia-szócikk ezen változatának fordításán alapul.  Az eredeti cikk szerkesztőit annak laptörténete sorolja fel. Ez a jelzés csupán a megfogalmazás eredetét és a szerzői jogokat jelzi, nem szolgál a cikkben szereplő információk forrásmegjelöléseként.